# Stowarzyszenie Śpiewacze im. Stanisława Moniuszki w Łodzi
Stowarzyszenie Śpiewacze im. Stanisława Moniuszki w Łodzi, także Moniuszkowcy – polski chór działający od 1894 roku w Łodzi.

## Historia
Stowarzyszenie powstało z inicjatywy księdza Marcina Gruchalskiego jako chór sumowy przy kościele św. Józefa, działający przy fabryce Izraela Poznańskiego w Łodzi. Wśród jego członków znajdowali się głównie robotnicy z zakładów Poznańskiego. W 1905 władze carskie zezwoliły za rejestrację stowarzyszenia. W latach 1921–1924 powstała siedziba stowarzyszenia przy ul. Ogrodowej 34, którą następnie organizacja w 1929 wykupiła od przedsiębiorstwa Izraela Poznańskiego. W okresie międzywojennym funkcjonował chór żeński, męski oraz dziecięcy, liczące łącznie ponad 200 osób. W gmachu Stowarzyszenia funkcjonowała biblioteka i kasa zapomogowa dla członków. Podczas okupacji niemieckiej budynek zarekwirowali okupanci, paląc zbiory biblioteczne. Chór działał w konspiracji, spotykając się w domach prywatnych i kościele. Po II wojnie światowej wznowił działalność, występując m.in. w Filharmonii Łódzkiej i Teatrze Wielkim w Łodzi oraz uczestnicząc w festiwalach krajowych i międzynarodowych, w tym m.in.: na Łódzkim Turnieju Chóralnym, Festiwalu Pieśni Chóralnej im. Karola Prosnaka oraz Festiwalu Pieśni Religijnej „Cantate Deo”.
Chór w swoim repertuarze ma msze łacińskie, utwory sakralne, ludowe, patriotyczne, musicalowe oraz operowe, a ponadto popularyzuje twórczość patrona – Stanisława Moniuszki. Chór wykonuje utwory w językach: polskim, niemieckim, rosyjskim, włoskim, angielskim, hiszpańskim i jidysz.

## Dyrygenci
- 1894–1896: Franciszek Adamczyk
- 1896–1900: Szczepan Brzostowski
- 1900–1905: Eugeniusz Walkiewicz
- 1905–1909: Stanisław Chodkowski
- 1909–1912: Stanisław Laferski
- 1913–1914: Stanisław Kotkowski
- 1914–1918: Henryk Miłek
- 1918–1920: Aleksander Pędzimąż
- 1920–1938: Karol Mieczysław Prosnak
- 1934–1938: Leszek Bursa i Stanisław Kotkowski (po raz drugi)
- 1938–1939: Tomasz Kiesewetter
- 1939–1945: Bolesław Ulass, Piotr Smolarek, Feliks Łokaj
- 1945–1948: Karol Mieczysław Prosnak (po raz drugi)
- 1948–1949: Aleksander Pędzimąż (po raz drugi)
- 1949–1950: Roman Mackiewicz
- 1950–1965: Karol Mieczysław Prosnak (po raz trzeci)
- 1965–1969: Andrzej Bachleda
- 1969–1977: Kazimierz Urbański
- 1977–1979: Piotr Fonfara
- 1979–1986: Jan Kokot
- 1982–1983: Anna Król
- 1986–2006: Henryk Karpiński
- 2006–2010: Jan Kondratowicz[4]
- od 2011: Magdalena Szymańska[1].

## Wyróżnienia
- Złota Odznaka z Laurem Polskiego Związku Chórów i Orkiestr,
- Honorowa Odznaka Miasta Łodzi,
- Dyplom uznania Ministra Kultury i Sztuki,
- Odznaka honorowa „Zasłużony dla Kultury Polskiej” (2014)[1]
- Nagroda Prezydenta Miasta Łodzi (2019) za działalność w dziedzinie kultury[3].